# San Gabriel (Ecuador)
San Gabriel, antiguamente conocida como Tusa, es una ciudad ecuatoriana; cabecera del Cantón Montúfar, así como la segunda urbe más grande y poblada de la Provincia de Carchi. Se localiza al norte de la Región interandina del Ecuador, en la hoya del río Carchi, a una altitud de 2860 m s. n. m. y con un clima frío andino.
Es llamada «Ciudad de las Siete Colinas», debido a las pequeñas elevaciones que rodean la urbe; así también, se la conoce como «Ciudad de la Eterna Primavera», gracias a su clima acogedor, más templado que las vecinas ciudades fronterizas. En el censo de 2022 tenía una población de 14 497  habitantes, lo que la convierte en la septuagésima sexta ciudad más poblada del país. Forma parte de la conurbación binacional Tulcán - Ipiales, la cual está constituida además por ciudades y parroquias rurales cercanas, tanto ecuatorianas, como colombianas. El conglomerado alberga a más de 230 000 habitantes, y ocupa la primera posición entre las conurbaciones fronterizas del Ecuador.
Sus orígenes datan del siglo XVI, pero es a inicios del siglo XX, cuando presenta un sostenido crecimiento demográfico hasta establecer un poblado urbano, que sería posteriormente, uno de los principales núcleos urbanos de la zona. Es uno de los más importantes centros administrativos, económicos, financieros y comerciales de la provincia. Las actividades principales de la ciudad son la industria láctea, la agricultura y la ganadería.

## Política
Territorialmente, la ciudad de San Gabriel está organizada en tres parroquias urbanas, mientras que existen cinco parroquias rurales con las que complementa el área total del Cantón Montúfar. El término "parroquia" es usado en el Ecuador para referirse a territorios dentro de la división administrativa municipal.
La ciudad de San Gabriel y el cantón Montúfar, al igual que las demás localidades ecuatorianas, se rige por una municipalidad según lo previsto en la Constitución de la República. El Gobierno Autónomo Descentralizado Municipal de Montúfar, es una entidad de gobierno seccional que administra el cantón de forma autónoma al gobierno central. La municipalidad está organizada por la separación de poderes de carácter ejecutivo representado por el alcalde, y otro de carácter legislativo conformado por los miembros del concejo cantonal.
La Municipalidad de Montúfar, se rige principalmente sobre la base de lo estipulado en los artículos 253 y 264 de la Constitución Política de la República y en la Ley de Régimen Municipal en sus artículos 1 y 16, que establece la autonomía funcional, económica y administrativa de la Entidad.

### Alcaldía
El poder ejecutivo de la ciudad es desempeñado por un ciudadano con título de Alcalde del Cantón Montúfar, el cual es elegido por sufragio directo en una sola vuelta electoral, sin fórmulas o binomios en las elecciones municipales. El vicealcalde no es elegido de la misma manera, ya que una vez instalado el Concejo Cantonal se elegirá entre los ediles un encargado para aquel cargo. El alcalde y el vicealcalde duran cuatro años en sus funciones, y en el caso del alcalde, tiene la opción de reelección inmediata o sucesiva. El alcalde es el máximo representante de la municipalidad y tiene voto dirimente en el concejo cantonal, mientras que el vicealcalde realiza las funciones del alcalde de modo suplente mientras no pueda ejercer sus funciones el alcalde titular.
El alcalde cuenta con su propio gabinete de administración municipal mediante múltiples direcciones de nivel de asesoría, de apoyo y operativo. Los encargados de aquellas direcciones municipales son designados por el propio alcalde. Actualmente, el alcalde de Montúfar es César Escobar, elegido para el periodo 2023 - 2027.

### Concejo cantonal
El poder legislativo de la ciudad es ejercido por el Concejo Cantonal de Montúfar el cual es un pequeño parlamento unicameral que se constituye al igual que en los demás cantones mediante la disposición del artículo 253 de la Constitución Política Nacional. De acuerdo a lo establecido en la ley, la cantidad de miembros del concejo representa proporcionalmente a la población del cantón. Montúfar posee cinco concejales, los cuales son elegidos mediante sufragio (Sistema D'Hondt) y duran en sus funciones cuatro años pudiendo ser reelegidos indefinidamente. El alcalde y el vicealcalde presiden el concejo en sus sesiones. Al recién instalarse el concejo cantonal por primera vez los miembros eligen de entre ellos un designado para el cargo de vicealcalde de la ciudad.

### División Política
El cantón se divide en parroquias que pueden ser urbanas o rurales y son representadas por los Gobiernos Parroquiales ante la Alcaldía de Montúfar. La urbe tiene tres parroquias urbanas:
- San Gabriel
- San José
- González Suárez

## Lugares Turísticos
- Laguna de El Salado

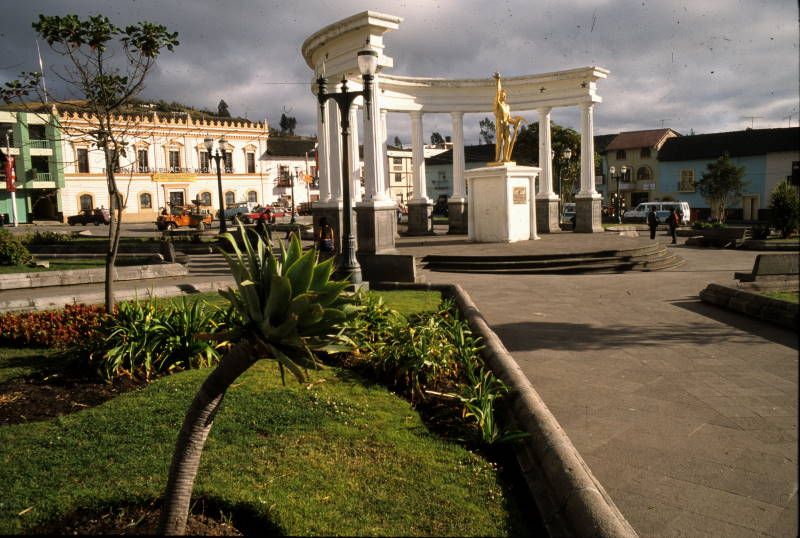
Parque Central "González Suárez".

- Parque de San Gabriel y Monumento al Trabajo
- Bosque de Los Arrayanes
- Cascada de Paluz[4]

## Transporte
El transporte público es el principal medio transporte de los habitantes de la ciudad, tiene un servicio de bus público interparroquial e intercantonal para el transporte a localidades cercanas. Gran parte de las calles de la ciudad están asfaltadas o adoquinadas, aunque algunas están desgastadas y el resto de calles son lastradas, principalmente en los barrios nuevos que se expanden en la periferia de la urbe.

#### Avenidas y calles importantes
- Panamericana
- Atahualpa
- Bolívar
- 27 de Septiembre
- Los Ciprés
- José Julián Andrade

## Educación
La ciudad cuenta con buena infraestructura para la educación, tanto pública como privada. La educación pública en la ciudad, al igual que en el resto del país, es gratuita desde la educación preescolar hasta la universidad (tercer nivel) de acuerdo a lo estipulado en el artículo 348 y ratificado en los artículos 356 y 357 de la Constitución de Ecuador de 2008. La ciudad está parte del régimen Sierra por lo que los años escolares inician los primeros días de septiembre y terminan después de 200 días de clases en el mes de julio.

## Economía
La economía del Cantón se basa principalmente en la industria láctea, pues importantes empresas nacionales mantienen sus industrias para procesar lácteos y sus derivados. 
Igualmente, la producción de papas de diferentes variedades como la superchola, única y capiro, son las más sembradas, y comercializadas a nivel nacional, teniendo el principal mercado de este tubérculo en la ciudad de San Gabriel que se realiza los días viernes de cada semana. 

## Medios de comunicación
La ciudad posee una red de comunicación en continuo desarrollo y modernización. En la ciudad se dispone de varios medios de comunicación como prensa escrita, radio, televisión, telefonía, Internet y mensajería postal. En algunas comunidades rurales existen telefonía e Internet satelitales.
- Telefonía: Si bien la telefonía fija se mantiene aún con un crecimiento periódico, esta ha sido desplazada muy notablemente por la telefonía celular, tanto por la enorme cobertura que ofrece y la fácil accesibilidad. Existen 3 operadoras de telefonía fija, CNT (pública), TVCABLE y Claro (privadas) y cuatro operadoras de telefonía celular, Movistar, Claro y Tuenti (privadas) y CNT (pública).

- Radio: En la localidad existe una gran cantidad de sistemas radiales de transmisión nacional y local, e incluso de provincias y cantones vecinos.

- Medios televisivos: La mayoría de canales son nacionales, aunque se ha incluido canales locales recientemente.

## Deporte
La Liga Deportiva Cantonal de Montúfar es el organismo rector del deporte en todo el Cantón Montúfar y por ende en la urbe se ejerce su autoridad de control. El deporte más popular en la ciudad, al igual que en todo el país, es el fútbol, siendo el deporte con mayor convocatoria. El Montúfar Fútbol Club, es el único equipo anteño activo en la Asociación de Fútbol Profesional del Carchi, que participa en el Campeonato de Segunda Categoría de Carchi. Al ser una localidad pequeña en la época de las fundaciones de los grandes equipos del país, Atuntaqui carece de un equipo simbólico de la ciudad. 
El principal recinto deportivo para la práctica es el estadio Olímpico Santa Rosa, es usado mayoritariamente para la práctica del fútbol, pues allí juega como local el Montúfar Fútbol Club; tiene capacidad para 5000 espectadores. El estadio es sede de distintos eventos deportivos a nivel local, así como es escenario para varios eventos de tipo cultural, especialmente conciertos musicales (que también se realizan en el Coliseo Vicente Landázuri).